# Упс… Ной уплыл!
«Упс… Ной уплыл!» (англ. Ooops! Noah is Gone…) — анимационная 3D-комедия. Российская премьера состоялась 20 августа 2015 года.
Специально для фильма аниматоры придумали и нарисовали новые виды. Эскизы невиданных зверей с описанием их повадок по мере создания фильма выкладывали на официальную страничку мультфильма в Фейсбуке.

## Сюжет
Грядёт всемирный потоп, и Ной собирается отплывать. Он попросил всех зверей собраться в одном месте. Двое фантастических зверьков — Гнездовики Дэйв и его сын Финни — отправляются в путь из пустыни. У них разные характеры, сын хочет искать друзей, а отец старается оберегать его. Они собираются со множеством зверей у ковчега.
Массами зверей управляет Лев — красивый, но хвастливый и полный самолюбования лидер. Он объявляет правила, что хищники не имеют права есть травоядных на время потопа. Некоторые хищники с этим не соглашаются. На следующее утро Лев организовывает регистрацию по списку Ноя. Дэйв и Финни не попадают в список. Однако, стараясь не разочаровать сына, Дэйв маскируется под Грюмов — кошкоподобных зверей, которые есть в списке. Им это удаётся. Финни хочет подружиться с Леей — дочерью самки грюма, но у него не получается, а мать Леи ненавидит Дэйва.
Леа отправляется на палубу, Финни следует за ней. Они хотят увидеть потоп, но на них нападет горилла-охранник и они попадают на мост к кораблю. Начинается наводнение и малыши попадают за борт. Пара Крыланов хватает их, чтобы съесть, но Финни испускает газы и они падают на остров. Их родители ищут их по всему кораблю, в итоге идут ко Льву, а он посчитав их за безбилетников, приказал гориллам запереть их. Тем временем Финни и Леа ночуют на острове. У них разные характеры — Гнездовики дружелюбны, а Грюмы — одиночки. На следующий день они хотят уйти высоко на гору, чтобы убежать от потопа. На них снова нападают грифоны, но их спасают Толстяк и его друг Прилипучка. Толстяк считает себя большим слизнем-неудачником (на самом деле он кит). Финни зовёт их идти вместе.
Тем временем Дэйв и мать Леи наконец забывают о своих разногласиях, одурачивают гориллу-охранника и убегают к капитанскому мостику. Дэйв хочет убедить Льва повернуть корабль, но у него не получается, тогда мать Леи оглушает льва, а Дэйв использует его, как марионетку, чтобы обмануть охранников. Финни, Леа, Толстяк и Прилипучка идут на вершину горы, но падают в пропасть, где их поджидает семейство Грифонов. Однако Финни строит планер, и они перелетают на другую часть острова. Леа не хочет больше идти вместе со всеми и уходит одна. В итоге она падает с обрыва и виснет на ветке. В последний момент Толстяк вытаскивает её языком по идее Финни. После этого она начинает ценить их дружбу. Бегущие от потопа устраиваются спать в пещере, где Финни строит для всех гамаки. Наутро в пещеру начинает заливаться вода. Их уносит потоком. Толстяк застревает и вода смывает его и Прилипучку в воду. Также в воду падают крыланы. Леа убеждает Финни идти дальше. Они забираются на вершину, и её затапливает. Они оказываются на льдине.
Дэйв и мать Леи не могут найти их. Тогда Финни с помощью Леи выпускает газы и родители находят их. Но корабль идёт прямо на льдину, Лею успевает схватить мать, но Финни тонет. Дэйв прыгает за ним. Грюмы также бросаются за ними. Кажется, Финни вот-вот умрёт. Дэйв обнимает его. Затем выясняется, что Гнездовики прекрасные пловцы — с помощью хвостов они умеют плавать. Леа и её мать снова попадают на борт. Но на Финни нападают крыланы. Он заманивает их в ловушку, но они вырываются. В последний момент появляется Толстяк (выяснилось, что он не слизняк, а кит) и глотает Крыланов.
Выясняется, что Лев забыл объяснить, что Гнездовики — водоплавающие звери, и поэтому Ной не включил их в список. Теперь угнетаемые всеми зверьки нашли свой дом — в воде.

## Персонажи
- Финни — детёныш Гнездовика, хочет найти друзей. Имеет рыжий окрас, способен хорошо строить жилища, очень дружелюбен.
- Дэйв — отец Финни, очень волнующийся за сына. Имеет фиолетовый окрас, так же хорошо строит.
- Леа — детёныш Грюма, одиночка и старается во всём быть похожей на мать. В конце концов становится дружелюбной, любящей обниматься и способной ценить дружбу.
- Хэйзел — мать Леи, самка-грюма, строга и решительна. Хочет научить свою дочь быть Грюмом, в итоге становится очень доброй и благодарна Финни.
- Толстяк — кит, покрытый травой, медленно ползущий по земле.
- Прилипучка — моллюск, чья раковина прикреплена к голове Толстяка.
- Лев — капитан ковчега, полон самолюбования, эгоистичен и очень ухаживает за своей гривой.
- Грифоны — пара Грифонов, муж и жена. Их выгнали с корабля, за попытку съесть Суслика. Пытались съесть Финни и Лею, Главные антагонисты из мультфильма.
- Гориллы — охранники на корабле. Слушаются Льва, но очень глупы.
- Шимпанзе — официант и дворецкий на корабле. Задаёт много вопросов.
- Фламинго — секретарь Льва. Дэйв по ошибке посчитал, что имя «Маргарет» принадлежит фламинго. Её настоящие имя неизвестно.
- Маргарет — самка носорога. Второй секретарь Льва. Дэйв по ошибке посчитал, что имя «Маргарет» принадлежало фламинго.
- Луговые собачки — зверёк, которого пытались съесть множество хищников на корабле. Часто падает в обморок.
- Велоног — осьминогоподобное существо, которое выгнали из ковчега.

## Кассовые сборы
Фильм собрал 10,8 млн. Y на территориях Китая.

## Критика
Мультфильм получил в основном отрицательные отзывы критиков. На сайте Rotten Tomatoes у него всего 36 % положительных рецензий со средней оценкой 4,5 из 10.